# ميخوط
الميخوط (الاسم العلمي: Myxobolus) هو جنس من المواخط يتبع الفصيلة الميخوطية من رتبة ثنائيات المصراع.